# Rafael Correa
Rafael Vicente Correa Delgado (Guaiaquil, 6 de abril de 1963) é um economista e político equatoriano, tendo sido o 53.º presidente da República do Equador entre 2007 e 2017. Atualmente está sem partido, após se desfiliar, no início de 2018, do partido Alianza País, devido a uma disputa com seu sucessor Lenin Moreno.
Criado numa família de classe média na cidade portuária de Guaiaquil, Correa ganhou bolsas para estudar na Europa e nos Estados Unidos. Economista, foi assessor do ex-presidente Alfredo Palacio durante suas funções como vice-presidente. Depois, foi ministro de Economia e Finanças no início da gestão de Palacio na presidência, entre abril e agosto de 2005, após a destituição de Lucio Gutiérrez. Renunciou ao cargo por discordar da política presidencial. É casado com Anne Malherbe.
Durante sua gestão propôs uma postura nacionalista, oposta aos organismos multilaterais como o Banco Mundial e o FMI, e a favor de uma maior participação do Estado na exploração do petróleo.
No início de setembro de 2006, aparecia em terceiro lugar nas pesquisas eleitorais, passando para a liderança das pesquisas no começo de outubro. Candidato à Presidência da República pelo movimento Alianza PAIS (Patria Altiva (y) Soberana), obteve 22% dos votos nas eleições de 15 de outubro, ficando atrás do magnata da banana Álvaro Noboa (27%). No segundo turno disputado em novembro, obteve 56,67% dos votos válidos, contra 43,33% de Noboa. Correa tomou posse no dia 15 de janeiro de 2007, para um mandato de 4 anos. Participaram da posse políticos como os presidentes da Bolívia Evo Morales e da Venezuela Hugo Chávez, seus principais aliados no exterior, além de Luiz Inácio Lula da Silva do Brasil, Michelle Bachelet do Chile e Mahmoud Ahmadinejad do Irã.
Entre 2006 e 2016, a pobreza diminuiu de 36,7% para 22,5% e o crescimento anual do PIB per capita foi de 1,5% (contra 0,6% nas duas décadas anteriores). Ao mesmo tempo, as desigualdades, medida pelo índice de Gini, diminuíram de 0,55 para 0,47. Em 2019, em Puebla no México, participou da fundação do Grupo de Puebla, organização tida como a sucessora do Foro de São Paulo.

## Biografia
O pai de Correa era Rafael Correa Icaza, nascido na Província de Los Ríos, Equador, (23 de março de 1934 - 10 de junho de 1995), enquanto sua mãe é Norma Delgado Rendón (n.1 de setembro de 1939). Ele tinha três irmãos; Fabricio Correa, Pierina Correa e Bernardita Correa. Tendo crescido na cidade costeira de Guayaquil,  ele descreveu sua origem familiar como sendo de "classe média baixa".
Quando Correa tinha 25 anos de idade, seu pai foi preso por envio de drogas aos Estados Unidos e passou 5 anos na prisão pela infração.
Reconhecendo publicamente este incidente enquanto presidente, Correa declarou que "Eu não tolero o que ele fez, mas os traficantes de drogas não são criminosos. Eles são mães solteiras ou desempregados que estão desesperados para alimentar suas famílias".
Correa tinha 18 anos antes de ser informado sobre as ações de seu pai.
Estudou o ensino primário e secundário na Escola San José-La Salle, em sua cidade natal. Durante sua juventude, integrou e dirigiu grupos de escoteiros da Associações de Escoteiros do Equador, assim como uma tropa do "Grupo 14 San José-La Salle" e por fim, o "Grupo 17 Cristóvão Colombo" que ele ajudou a fundar. Nos estudos secundários, foi presidente da Associação Cultural dos Estudantes Lasallianos (ACEL). Posteriormente, por conta de seu desempenho, obteve uma bolsa de estudos na Universidad Católica de Santiago de Guayaquil, uma importante instituição de ensino superior do país, onde graduou-se em Economia em 1987.
Ainda na universidade, foi eleito presidente da Associação dos Estudantes de Economia (AEAA) e, em seguida, presidente da Federação de Estudantes (FEUC) da mesma instituição, uma posição que em 1986 o permitiu presidir a Federação dos Estudantes das Universidades Privadas do Equador (FEUPE).

## Carreira
Após a conclusão dos estudos na UCSG, Correa trabalhou por um ano em uma missão em um jardim de infância administrado pela ordem salesiana em Zumbahua , província de Cotopaxi, onde ensinou catolicismo e matemática. Durante seu trabalho em Cotopaxi, adquiriu uma conhecimento básico da língua quechua, falada pela maioria da população indígena que habita os Andes equatorianos. Além do espanhol e do quechua, Correa também fala fluentemente francês e inglês.
Posteriormente, Rafael conseguiu uma bolsa para estudar economia na UCLouvain na Bélgica, onde conheceu Anne Malherbe Gosselin, com quem se casou e teve três filhos. tendo um mestrado em Economia pela mesma universidade.
Correa conseguiu pagar uma educação universitária com a ajuda de bolsas de financiamento.
Ele então continuaria seus estudos na Universidade de Illinois em Urbana-Champaign , onde obteve um mestrado em Economia em maio de 1999 e um PhD em Economia em outubro de 2001.
Durante os estudos de pós-graduação, ele veio sob a influência particular do economista crítico do liberalismo: Joseph Stiglitz.
O conselheiro de Correa na Universidade de Illinois foi Werner Baer, que mais tarde comentou que na época Correa não parecia anticapitalista, mas estava preocupado com a distribuição desigual de renda na sociedade.
Retornando ao Equador, Correa conseguiu um cargo na Universidade de San Francisco em Quito, onde lecionou economia. Ao mesmo tempo, ele trabalhou como consultor econômico para agências estaduais e internacionais. Durante este período, o Equador passou por uma crise bancária e o governo do presidente Jamil Mahuad substituiu a moeda sucre equatoriana pelo dólar americano, Correa foi altamente crítico desta política de dolarização, argumentando contra ela em várias publicações acadêmicas que ele produziu na época.

### Ministério da Educação
Entre 1992 e 1993, durante a presidência de Sixto Durán Ballén, Correa foi diretor do Ministério da Educação e Cultura (MEC) do Equador, com a função de fiscalizar e supervisionar os programas de melhoria do sistema educacional nacional. Os programas de melhoria foram financiados pelo Banco Interamericano de Desenvolvimento (BID).

### Ministro da Economia
Em 20 de abril de 2005, Correa foi nomeado Ministro da Economia e Finanças pelo Presidente Alfredo Palacio. Durante seus quatro meses à frente do ministério, Correa se mostrou cético diante da assinatura de um Tratado de Livre Comércio com os Estados Unidos e buscou uma cooperação com os países latino-americanos, contrariando as expectativas do Fundo Monetário Internacional. Após o Grupo Banco Mundial deter um empréstimo, alegando mudanças no fundo de estabilização, Correa deixou o ministério. Ainda assim propôs uma taxa de juros mais baixa do que a de então, de 8,5%. Em sua carta de renúncia, Correa exigiu que a venda fosse realizada sob autorização do Presidente e cita a falta de apoio de Palacio como um dos fatores que o levaram a renunciar.

### Campanha presidencial de 2006

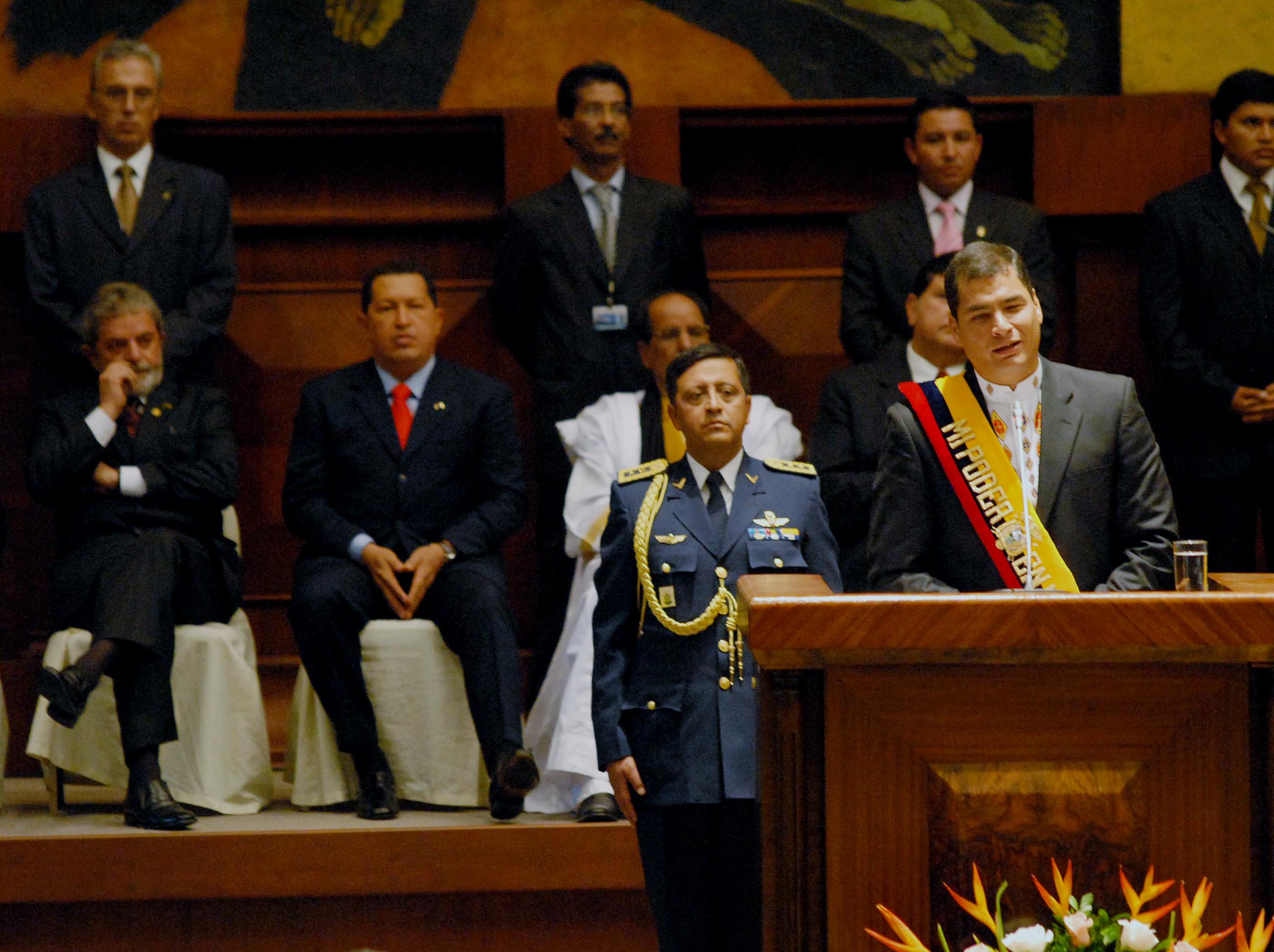
Rafael Correa faz seu discurso de posse já com a faixa presidencial, 2007.

No início de 2006, para a campanha presidencial, Rafael Correa fundou o movimento Alianza PAIS (Alianza Patria Altiva y Soberana). Durante a campanha, Correa propôs uma assembleia constituinte para redigir uma nova Constituição. Entretanto, a coligação não apresentou nenhum candidato para o Congresso, formando uma aliança com o Partido Socialista-Frente Amplio. A Alianza PAIS também firmou um acordo com o Partido Comunista quando Correa foi lançado como candidato à Presidência. Se uniram à Alianza PAIS, os partidos: Movimento Popular Democrático, Esquerda Democrática, Pachakutik, Partido Roldosista Equatoriano.
Além de sua plataforma na política econômica e social, a habilidade de Correa para comunicar-se com a população indígena do Equador em seu idioma nativo foi um grande diferencial em relação aos demais candidatos. Correa havia aprendido o idioma quechua ainda jovem, quando atuou em benefício das populações indígenas. Contudo, a maioria dos votos da região de população indígena foi para Gilmar Gutiérrez, irmão de Lucio Gutiérrez. Correa ficou em segundo lugar nestas regiões.
Rafael Correa foi eleito Presidente do Equador, pela primeira vez, nas eleições presidenciais de 2006. No segundo turno das eleições, ocorrido em 26 de novembro de 2006, venceu Álvaro Noboa, com 56,57% dos votos válidos.
O Presidente-eleito tomou posse em 15 de janeiro de 2007, na cidade de Quito. No discurso de posse, Correa se referiu à necessidade da "luta por uma revolução cidadã, consistente da mudança radical, profunda e rápida do sistema político, econômico e social vigente". A cerimônia de posse foi assistida pelos presidentes Lula (do Brasil), Evo Morales (da Bolívia), Michelle Bachelet (do Chile), Álvaro Uribe (da Colômbia), Alan García (do Peru) e Hugo Chávez (da Venezuela), além do Príncipe das Astúrias.

## Presidência

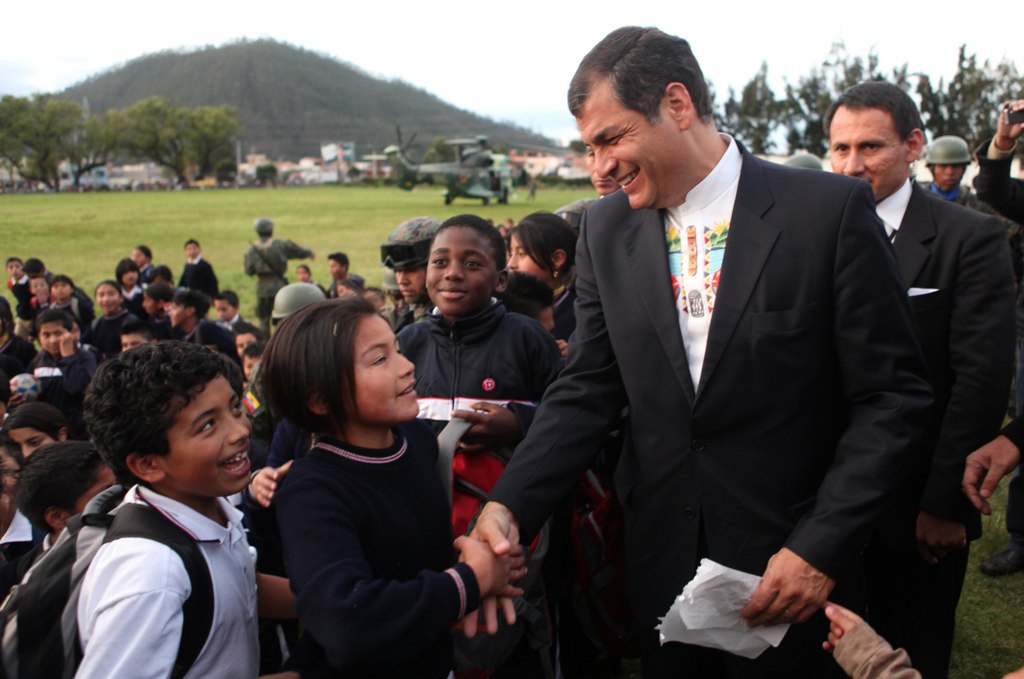
Rafael Correa em visita à localidade de Otavalo, 2011.

O governo de Rafael Correa teve início em 15 de janeiro de 2007 e autodenominou-se como "Revolução Cidadã" por conta das amplas reformas políticas e sociais que promoveu desde então. Na visão de analistas, o governo Correa significou a aproximação de uma forma de Socialismo no Equador.
O primeiro ato de governo foi a convocação de um referendo sobre a criação de um Assembleia Constituinte, que foi aprovada e promulgou a nova Constituição do país em 2008. Durante seu governo tem havido uma grande inversão pública para a infraestrutura de entidades públicas, vias de transporte, e segurança e desenvolvimento social. As políticas de Correa têm promovido mudanças estruturais no país mediante a aprovação de novas leis, como o "Código Monetário e Financeiro", que permitiu maior participação do Estado na economia e modernização do sistema judiciário nacional. Entretanto, seu mandato é constante alvo de controvérsias por sua relação conturbada com os meios de comunicação, a quem Correa classifica como principais opositores.
Em 10 de agosto de 2009, Correa assumiu a Presidência pro tempore da Unasul, sucedendo a chilena Michelle Bachelet. Durante sua gestão à frente da organização, Correa admitiu que via-se na obrigação de viajar mais para os países vizinhos. Durante seu mandato, oito países ratificaram o instrumento jurídico da organização, restando somente que mais um país entrasse em acordo para iniciar a vigência legal do bloco. Correa sinalizou por si mesmo que "avançou muito nas áreas de Defesa e Saúde", mas que "havia muito ainda por fazer".

### Política económica e social
A política implementada por Rafael Correa no Equador está em consonância com o "socialismo do século XXI" e reflecte-se em particular na recusa de pagar as partes ilegítimas da dívida, nacionalizações e um aumento significativo do investimento público. Assim, a ajuda estatal às famílias em dificuldades económicas foi aumentada e o salário mínimo duplicado. Ecoando esta segunda medida, o governo também propôs a introdução de um salário máximo nas empresas privadas. Os benefícios sociais específicos para pessoas deficientes, que anteriormente eram praticamente inexistentes, foram aumentados em 750% e foram introduzidas quotas que exigiam que as empresas recrutassem empregados deficientes.
Correa reforçou o controlo estatal do sector petrolífero para apoiar as suas políticas sociais e reforçar a soberania económica do país sobre um recurso estratégico: em 2010, o seu governo aprovou uma lei sobre hidrocarbonetos em que o Estado assumiu o controlo dos campos e reduziu a influência das multinacionais estrangeiras, que foram relegadas para a categoria de prestadores de serviços.
O governo equatoriano também começou a modernizar as infra-estruturas do país: a rede rodoviária foi alargada por mais 7.000 km, foram construídas oito centrais hidroeléctricas e foram lançados projectos de construção ou ampliação de aeroportos, eléctricos e metropolitanos. Estas medidas, destinadas a acelerar o desenvolvimento do potencial económico do Equador, estão a ser financiadas através de uma maior intervenção estatal nos sectores mais lucrativos da economia e das exportações, especialmente de petróleo, que anteriormente eram propriedade de investidores estrangeiros. Foram intensificados os controlos sobre evasão fiscal, ajudando a aumentar as receitas fiscais de 3,5 mil milhões de dólares em 2006 para 13,5 mil milhões de dólares em 2014. Mais importante ainda, o Equador abriu novas fontes de financiamento após ter denunciado grandes parcelas da dívida do país, 40% das quais foram consideradas ilegítimas após uma auditoria, permitindo-lhe reorientar as suas despesas orçamentais.
De acordo com o Banco Mundial, a pobreza no Equador diminuiu acentuadamente no espaço de poucos anos, de uma taxa de 36,7% em 2007 para 22,5% em 2014. O desemprego permanece baixo, atingindo o seu nível mais alto desde o início do mandato de Correa em 2016, com 5,7% da força de trabalho desempregada. A desigualdade, medida pelo índice de Gini, diminuiu de 0,55 para 0,47 (2007-2014), fazendo do Equador o país da América Latina com a maior redução da desigualdade durante este período.

### Ideias políticas

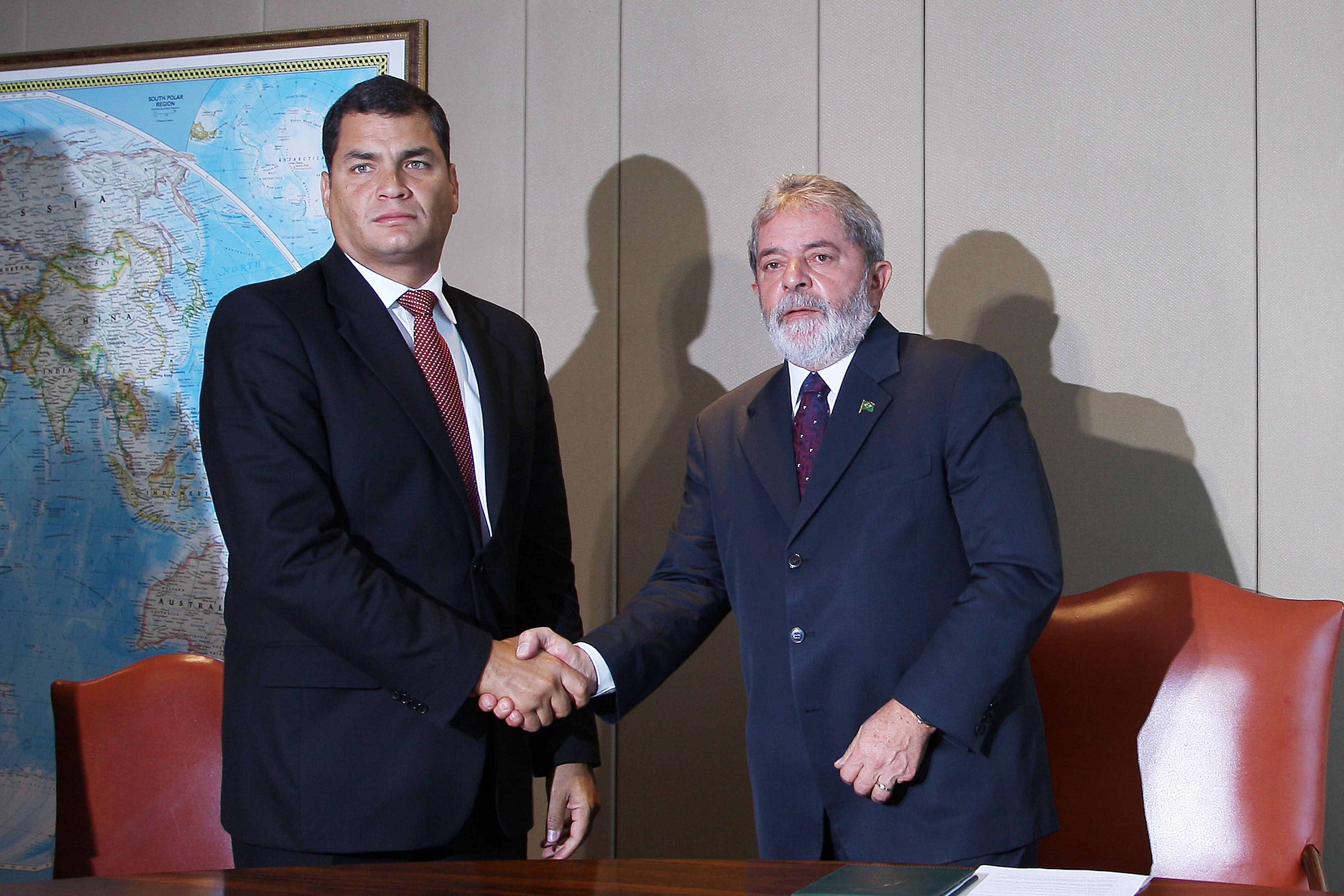
Rafael Correa e o Presidente do Brasil, Luiz Inácio Lula da Silva.

Correa escreveu vários documentos contra a dolarização, a qual qualificou como um erro técnico, ao eliminar a política monetária e cambial. Uma vez em campanha eleitoral, devido ao respaldo de certos setores favoráveis à dolarização, suavizou o discurso e aceitou mantê-la.
Alguns analistas o identificam com a denominada "esquerda progressista e nacionalista" de Chávez e Morales, ainda que Morales fosse um sindicalista e Chávez um militar, antecedentes históricos muito diferentes dos de Correa, que se autodefine como um "humanista cristão de esquerda" e propõe uma política soberana e de integração regional na linha bolivariana. Sua orientação política é inspirada pela Doutrina Social da Igreja, e a filosofia do Humanismo Cristão;  apesar de amplo apoio de partidos de esquerda e de movimentos sindicalistas  e indígenas, Correa pende para um conservadorismo católico.
Manifestou diversas vezes sua admiração pelo presidente da Venezuela Hugo Chávez, com quem tem certa amizade. Na campanha eleitoral, o então candidato disse ser amigo de Chávez, e qualificou o presidente dos Estados Unidos George W. Bush como tremendamente torpe. Seguindo as expectativas dos analistas políticos, Correa têm mantido boas relações com os governos de esquerda da América Latina, nomeadamente: Argentina, Brasil, Chile, Uruguai, e Peru. Ainda como Presidente-eleito, visitou Brasil, Bolívia, Peru, Argentina e Chile.

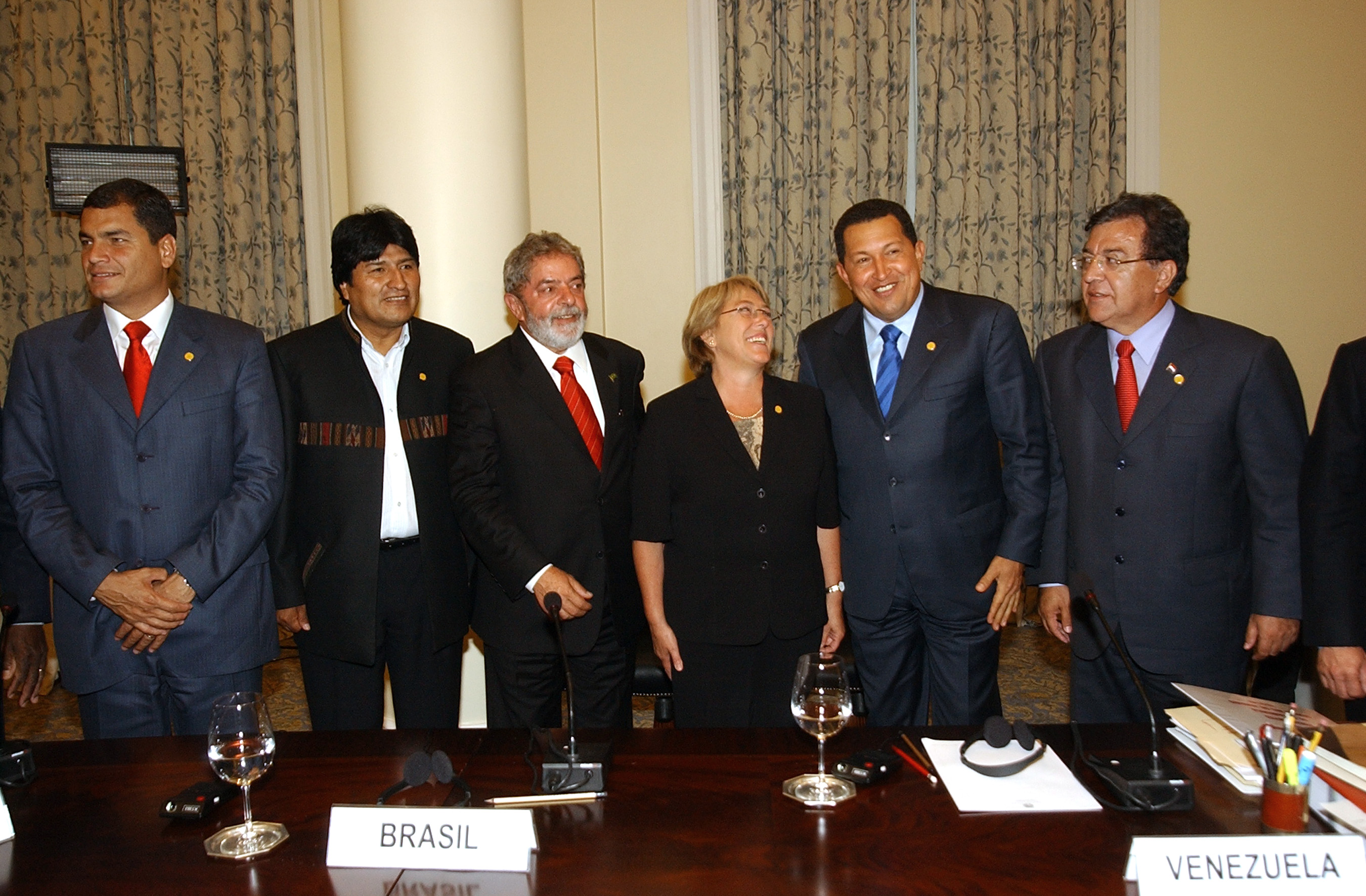
Reunião entre os chefes de Estado da América do Sul, Rio de Janeiro, 2011. Rafael Correa é o primeiro à esquerda.

### Crise governamental
Em 30 de setembro de 2010, uma grave crise política explodiu no Equador, atingindo o governo de Rafael Correa. Policiais protestando contra o corte de benefícios e redução de salários estipulados por decreto presidencial, tomaram as ruas do país transformando num caos a capital Quito e cidades do interior, como Guayaquil. Depois de tentativas de agressão física ao presidente em meio a pedradas e bombas de gás lacrimogênio, Correa foi levado a um hospital policial, estando no momento mantido sob guarda de seus guarda-costas e cercado por forças policiais e militares.
Correa declarou o Equador em estado de emergência por cinco dias e ameaçou dissolver a Assembleia Nacional em meio a denúncias de tentativa de golpe de estado e o Peru fechou suas fronteiras com o país. A OEA e o Mercosul manifestaram apoio ao governo de Correa, enquanto o chefe do comando das Forças Armadas equatorianas, general Ernesto González, declarou apoio e subordinação ao presidente da República.

## Imagem pública
De acordo com o Cedatos, Correa iniciou seu mandato com 73% de aprovação. Em uma pesquisa de opinião realizada pela Profiles of Opinión nas cidades de Quito e Guaiaquil, em março de 2012, 80,5% dos entrevistados consideraram o governo de Correa como "bom ou positivo". De acordo com o Mitofsky de abril de 2012,
Correa possuía altos índices de avaliação dentre os demais presidentes latino-americanos. Sua popularidade até mesmo cresceu de 75% para 81% entre agosto de 2011 e janeiro de 2012.

## Distinções
- Doutoramento Honoris Causa pela Universidade do Chile (2008)
- Doutoramento Honoris Causa pela Universidad Nacional de Asunción (2009)
- Doutoramento Honoris Causa pela Universidade Estatal de Relações Internacionais (Moscovo) (2009)
- Doutoramento Honoris Causa pela Universidade de Buenos Aires (2010)
- Doutoramento Honoris Causa pela Universidade Particular de Chiclayo (2012)
- Doutoramento Honoris Causa pela Universidade de Bahçesehir (2012)
- Doutoramento Honoris Causa pela Universidade Autónoma de Santo Domingo (2013)
- Doutoramento Honoris Causa pela Universidade Russa da Amizade dos Povos (2013)
- Doutoramento Honoris Causa pela Universidade Estatal dos Urais (2013)
- Doutoramento Honoris Causa pela Universidade de Barcelona (2014)
- Doutoramento Honoris Causa pela Universidade de Santiago de Chile (2014)
- Doutoramento Honoris Causa pela Universidade de Lyon I - Claude Bernard (2015)
- Doutoramento Honoris Causa pela Universidade Nacional de Córdoba (2015)
- Doutoramento Honoris Causa pela Universidade de Havana (2017)
- Doutoramento Honoris Causa pela Universidade Nacional de Quilmes (2017)
- Doutoramento Honoris Causa pela Universidade de Grenoble (2017)